# Polaris (groupe australien)
Pour les articles homonymes, voir Polaris.
Polaris est un groupe australien de metalcore, originaire de Sydney, Nouvelle-Galles du Sud.

## Histoire

### Débuts etDichotomy(2012–2013)
Polaris est formé en 2012 par le batteur Daniel Furnari et Jake Steinhauser à la guitare après s'être rencontrés lors de la battle of the bands de leur lycée, découvrant rapidement un amour commun pour le heavy metal et la musique alternative. Les deux ont ensuite recruté le guitariste Rick Schneider et le chanteur Jamie Hails par le biais d'amis communs et du bouche à oreille. Matt Steinhauser, le frère de Jake, est recruté pour s'occuper de la basse et a complété le groupe avec James West au synthétiseur et aux claviers. Le groupe commence à travailler sur la musique ensemble, écrivant et enregistrant leur premier single Summit et la majorité de l'EP Dichotomy au début de l'année 2012. Fin 2012, Polaris annonce le départ de Matt Steinhauser et de James West. Le guitariste Jake passe alors à la basse pour se concentrer sur son chant, alors que le groupe se dirigeait vers un son plus progressif.
Le groupe se met à la recherche d'un nouveau guitariste, en organisant des auditions publiques. Le 18 novembre 2013, le groupe annonce que Ryan Siew, âgé de 15 ans à l'époque, était leur nouveau guitariste. Peu après avoir rejoint le groupe, l'EP Dichotomy sort le 29 novembre 2013 de manière indépendante.

### The Guilt and the Grief(2014–2016)
Le 3 mars 2015, le single Unfamiliar sort ; c'est le premier titre sur lequel on retrouve Siew en tant que guitariste principal. Polaris continue à écrire et termine 5 titres bonus pour compléter leur deuxième EP intitulé The Guilt and the Grief. L'EP est enregistré avec Sonny True Love et Evan Lee aux studios STL sur la côte nord de la Nouvelle-Galles du Sud, et il est mixé par Carson Slovak et Grant McFarland d'Atrium Audio en Pennsylvanie, aux États-Unis. The Guilt and the Grief sort indépendamment par le groupe le 29 janvier 2016 et atterrit à la 34e place des ARIA Charts.

### The Mortal Coil(2017–2018)
Le 3 novembre 2017, Polaris sort son premier album studio The Mortal Coil par l'intermédiaire de Resist Records et Sharptone Records. L'album a été nommé pour l'ARIA Award 2018 du « meilleur album de hard rock ou de heavy metal » ainsi que pour le prix de l'album australien de l'année aux J Awards.

### The Death of Me(2019–2022)
Le 21 février 2020, Polaris sort son deuxième album studio The Death of Me, également via Resist Records et SharpTone Records. L'album est nommé pour l'ARIA Award 2020 du meilleur album de hard rock ou de heavy metal. Le 3 juillet 2020, le groupe sort les éditions instrumentales de ses albums The Mortal Coil et The Death of Me. Dans une interview avec Wall of Sound, Jamie Hails confirme que le groupe travaille sur de nouveaux morceaux pendant la pandémie, qu'ils ne sortiront pas avant d'avoir fait une tournée internationale de The Death of Me.
Le 27 juillet 2022, l'artiste de musique électronique et producteur australien PhaseOne publie un titre en collaboration avec le groupe intitulé Icarus, marquant la première fois que le groupe collabore avec un autre artiste sur une nouvelle musique. Le 4 novembre 2022, Polaris annonce via les médias sociaux « On est entré en studio pour commencer à assembler notre prochain corpus de travail » avec leur ingénieur du son en direct Lance Prenc aux Kinglake Studios à Melbourne.

### Fatalismet mort de Siew (depuis 2023)
Le 24 mai 2023, Polaris annonce sur les médias sociaux que leur nouvelle chanson Inhumane serait diffusée pour la première fois sur la station de radio Triple J le 25 mai à 16 h 30. La chanson avait déjà été jouée en direct lors de la tournée australienne marquant le dixième anniversaire du groupe. Après la sortie de Inhumane, le groupe a annoncé son troisième album studio, Fatalism, qui devait sortir le 1er septembre. La semaine suivante, une tournée australienne en tête d'affiche a été annoncée avec August Burns Red, Kublai Khan TX et Currents. Le 20 juin 2023, cependant, Polaris annonce via les médias sociaux qu'ils se retiraient de toutes les dates restantes de leur tournée en raison d'une « grave crise personnelle ». Le 27 juin 2023, le groupe confirme via les médias sociaux que le guitariste Ryan Siew est décédé dans la matinée du 19 juin.
Le mois suivant, le 24 juillet 2023, le groupe annonce qu'il allait poursuivre la sortie de Fatalism et la tournée qui l'accompagne en l'honneur de Siew, après de longues discussions entre le groupe et la famille de Siew. « Il s'agit de la dernière série de chansons complètes que nous avons écrites avec Ryan », déclare le groupe dans un communiqué, « et bien que les circonstances de leur sortie soient maintenant encadrées par cette tragédie, la signification des chansons et l'amour que nous leur portons n'ont pas changé ». Le deuxième single de l'album, Nightmare, est publié plus tard dans la semaine, le 26 juillet. Le 24 août 2023, le groupe sort le troisième single de l'album, Overflow, avant la sortie officielle de l'album le 1er septembre. Fatalism débute à la première place du ARIA Albums Chart la semaine de sa sortie, marquant le tout premier album du groupe à se classer dans les charts.

## Discographie

### Albums studio
- 2017 : The Mortal Coil
- 2020 : The Death of Me
- 2023 : Fatalism

### EP
- 2015 : Dichotomy
- 2016 : The Guilt and the Grief

## Distinctions

### AIR Awards
| Date | Travail         | Prix                                   | Résultat | Ref. |
| ---- | --------------- | -------------------------------------- | -------- | ---- |
| 2021 | The Death of Me | Meilleur album ou EP metal indépendant | Lauréat  | ,    |

### APRA Awards
| Date | Travail                                                                               | Prix               | Résultat   | Ref.   |
| ---- | ------------------------------------------------------------------------------------- | ------------------ | ---------- | ------ |
| 2021 | Masochist (Jamie Hails, Daniel Furnari, Rick Schneider, Ryan Siew, Jacob Steinhauser) | Chanson de l'année | En attente | [ 13 ] |

### ARIA Music Awards
| Date | Travail         | Prix                                    | Résultat   | Ref. |
| ---- | --------------- | --------------------------------------- | ---------- | ---- |
| 2018 | The Mortal Coil | Meilleur album de hard rock/heavy metal | Nomination |      |
| 2020 | The Death of Me | Meilleur album de hard rock/heavy metal | Nomination |      |

### J Awards
| Date | Travail         | Prix                        | Résultat   | Ref.   |
| ---- | --------------- | --------------------------- | ---------- | ------ |
| 2018 | The Mortal Coil | Album australien de l'année | Nomination | [ 15 ] |
| 2023 | Fatalism        | Album australien de l'année | En attente | [ 16 ] |

### National Live Music Awards
| Date | Travail | Prix                                        | Résultat   | Ref. |
| ---- | ------- | ------------------------------------------- | ---------- | ---- |
| 2023 | Polaris | Meilleur groupe de hard rock ou heavy metal | Nomination | ,    |

### Rolling Stone Australia Awards
| Date | Travail         | Prix             | Résultat   | Ref.   |
| ---- | --------------- | ---------------- | ---------- | ------ |
| 2021 | The Death of Me | Meilleur morceau | Nomination | [ 19 ] |